# Åbo handelshögskola
Ej att förväxla med de svenskspråkiga Åbo Handelshögskola, grundad 1927, som fusionerades med Åbo Akademi 1980, och nuvarande Handelshögskolan vid Åbo Akademi.
Åbo handelshögskola är en självständig del av Åbo universitet, och ger utbildning inom handelsvetenskap. Fram till årsskiftet 2009/2010 var handelshögskolan ett självständigt universitet. Den grundades 1950 och har omkring 2 000 studenter och en lärarkår på 350 personer.